# Hôrky
Hôrky este o comună slovacă, aflată în districtul Žilina din regiunea Žilina. Localitatea se află la altitudinea de 375 m deasupra n.m., se întinde pe o suprafață de 2,32 km2 și în 2017 număra 782 de locuitori.

## Istoric
Localitatea Hôrky este atestată documentar din 1393.

## Demografie
| An:                | 1994 | 2004   | 2014    | 2024    |
| ------------------ | ---- | ------ | ------- | ------- |
| Număr de persoane: | 581  | 615    | 722     | 1042    |
| Diferență:         |      | +5,85% | +17,39% | +44,32% |

| An:                | 2023 | 2024   |
| ------------------ | ---- | ------ |
| Număr de persoane: | 1011 | 1042   |
| Diferență:         |      | +3,06% |